# アサガラ属
アサガラ属（学名 :Pterostyrax、和名漢字表記：麻殻属）はエゴノキ科の属の1つ。

## 特徴
落葉性の低木または高木。葉は単葉で互生し、縁に鋸歯があり、葉柄がある。花序は複総状の円錐花序で、新しい枝の先端から垂れ下がり、花は花序の下側に多数下向きにつく。萼は鐘形で5歯の鋸歯になる。花冠は基部まで5深裂し、花弁は瓦重ね状に並ぶ。雄蕊は10個あり、花糸の基部は多少合着する。子房は下位または半下位で、3-5室あり、各室に4個の胚珠がある。果実は稜または翼のある核果になり、1-2個の種子をもつ。

## 分布
日本、中国大陸、ミャンマーに分布し、4種ある。日本には2種が分布する。

## 名前の由来
属名 Pterostyrax は、ギリシャ語で pteron（翼）と Styrax（エゴノキ属）からなり、同科エゴノキ属に似るが果実に翼があることが違うことによる。

## 種
学名は、The Plant Listから。

### 日本に分布する種
- アサガラ Pterostyrax corymbosus Siebold & Zucc. - 樹高6-10mの落葉小高木。葉の両面に細かい星状毛が散生し、裏面は淡緑色になる。側脈は5-8対ある。花序は長さ8-12cm。果実は長さ約1cmで5稜あって星状毛がある。関西以西の山中に生え、国外では中国大陸に分布する[2][4]。
- オオバアサガラ Pterostyrax hispidus Siebold & Zucc. - 樹高8-10mの落葉小高木。葉の裏面は星状毛でおおわれ、裏面は灰白色になる。側脈は8-12対ある。花序は長さ13-20m。果実は長さ約7mmで10稜あって淡褐色の長毛が密生する。本州（宮城県以南[5]）、四国、九州（中北部）に分布し、山地の谷沿いに生える。国外では中国大陸（中部）に分布する[2][4]。

### その他の種
- Pterostyrax psilophyllus Diels ex Perkins

## ギャラリー
- アサガラ
- オオバアサガラ
- Pterostyrax psilophyllus